# توماس د. بار
توماس د. بار (بالإنجليزية: Thomas D. Barr)‏ هو محامي وضابط أمريكي، ولد في 23 يناير 1931 في كانساس سيتي في الولايات المتحدة، وتوفي في 24 يناير 2008 في سانتا باربارا في الولايات المتحدة.